# Italië op de Olympische Zomerspelen 1968
Italië nam deel aan de Olympische Zomerspelen 1968 in Mexico-Stad, Mexico. Vier jaar eerder werden nog, onder meer, 10 gouden medailles gewonnen. Dit keer bleef het aantal beperkt tot drie.

## Medailleoverzicht
| Sport          | Olympiër(s)                                                                         | Onderdeel                | Medaille |
| -------------- | ----------------------------------------------------------------------------------- | ------------------------ | -------- |
| Roeien         | Primo Baran Bruno Cipolla Renzo Sambo                                               | twee-met (m)             | Goud     |
| Schoonspringen | Klaus Dibiasi                                                                       | 10m toren (m)            | Goud     |
| Wielersport    | Pierfranco Vianelli                                                                 | wegwedstrijd (m)         | Goud     |
| Schermen       | Wladimiro Calarese Pier-Luigi Chicca Michele Maffei Rolando Rigoli Cesare Salvadori | sabel team (m)           | Zilver   |
| Schietsport    | Romano Garagnani                                                                    | skeet (m)                | Zilver   |
| Schoonspringen | Klaus Dibiasi                                                                       | 3m plank (m)             | Zilver   |
| Wielersport    | Giurdano Turrini                                                                    | sprint (m)               | Zilver   |
| Atletiek       | Eddy Ottoz                                                                          | 110m horden (m)          | Brons    |
| Atletiek       | Giuseppe Gentile                                                                    | hink-stap-springen (m)   | Brons    |
| Boksen         | Eddy Ottoz                                                                          | +81kg (m)                | Brons    |
| Roeien         | Abramo Albini Tullio Baraglia Renato Bosatta Pier Angelo Conti                      | vier-zonder (m)          | Brons    |
| Schermen       | Gianluigi Saccaro                                                                   | degen (m)                | Brons    |
| Wielersport    | Lorenzo Bosisio Cipriano Chemello Giorgio Morbiato Luigi Roncaglia                  | ploegenachtervolging (m) | Brons    |
| Wielersport    | Giovanni Bramucci Vittorio Marcelli Mauro Simonetti Pierfranco Vianelli             | ploegentijdrit (m)       | Brons    |
| Zeilen         | Fabio Albarelli                                                                     | finn klasse (m)          | Brons    |
| Zeilen         | Franco Cavallo Camillo Gargano                                                      | star klasse (m)          | Brons    |

## Deelnemers en resultaten

### Atletiek
| Olympiër                                                      | Discipline             | Resultaat | Prestatie                                                                          |
| ------------------------------------------------------------- | ---------------------- | --------- | ---------------------------------------------------------------------------------- |
| Ito Jiani                                                     | 100m (m)               | 49e       | serie 5: 5de in 10,65                                                              |
| Livio Berruti                                                 | 200m (m)               | 21e       | serie 1: 4de in 21,06 kwartfinale 2: 6de in 21,01                                  |
| Sergio Bello                                                  | 400m (m)               | 28e       | serie 6: 4de in 46,54 kwartfinale 1: 8ste in 46,84                                 |
| Sergio Ottolina                                               | 400m (m)               | DNF       | serie 8: 3de in 46,78 kwartfinale 3: niet gestart                                  |
| Gianni Del Buono                                              | 800m (m)               | 23e       | serie 6: 6de in 1.50,2                                                             |
| Franco Arese                                                  | 1500m (m)              | 28e       | serie 1: 5de in 3.51,86 halve finale 1: 7de in 3.54,85                             |
| Gianni Del Buono                                              | 1500m (m)              | 27e       | serie 4: 6de in 3.48,41                                                            |
| Renzo Finelli                                                 | 1500m (m)              | 40e       | serie 2: 6de in 3.59,51                                                            |
| Giovanni Cornacchia                                           | 110m horden (m)        | 19e       | serie 1: 4de in 14,13                                                              |
| Sergio Liani                                                  | 110m horden (m)        | 14e       | serie 5: 3de in 14,01 halve finale 2: 7de in 14,09                                 |
| Eddy Ottoz                                                    | 110m horden (m)        | Brons     | serie 3: 1ste in 13,61 (OR) halve finale 1: 2de in 13,53 finale: 3de in 13,46 (NR) |
| Roberto Frinolli                                              | 400m horden (m)        | 8e        | serie 4: 1ste in 49,9 halve finale 1: 1ste in 49,2 finale: 8ste in 50,1            |
| Umberto Risi                                                  | 3000m steeplechase (m) | 8e        | serie 3: 11de in 9.43,97                                                           |
| Sergio Ottolina Ennio Preatoni Angelo Sguazzero Livio Berruti | 4x100m (m)             | 7e        | serie 2: 4de in 39,4 finale: 7de in 39,2                                           |
| Sergio Ottolina Giacomo Puosi Furio Fusi Sergio Bello         | 4x400m (m)             | 7e        | serie 1: 3de in 3.04,93 finale: 7de in 3.04,6                                      |
| Antonio Ambu                                                  | marathon (m)           | 21e       | 2:33.19                                                                            |
| Gioacchino De Palma                                           | marathon (m)           | 31e       | 2:39.58                                                                            |
| Pasquale Busca                                                | 20km snelwandelen (m)  | 12e       | 1:37.32                                                                            |
| Abdon Pamich                                                  | 50km snelwandelen (m)  | DNF       | niet gefinisht                                                                     |
| Vittorio Visini                                               | 50km snelwandelen (m)  | 6e        | 4:36.33,2                                                                          |
| Giuseppe Gentile                                              | hink-stap-springen (m) | Brons     | kwalificatie groep A: 1ste met 17,10m (WR) finale: 3de met 17,22m                  |
| Giacomo Crosa                                                 | hoogspringen (m)       | 6e        | kwalificatie: 5de met 2,14m finale: 6de met 2,14m                                  |
|                                                               |                        |           |                                                                                    |
| Donata Govoni                                                 | 400m (v)               | 19e       | serie 4: 5de in 54,7                                                               |
| Paola Pigni                                                   | 800m (v)               | 11e       | serie 1: 3de in 2.06,7 halve finale 2: 7de in 2.07,8                               |
| Carla Panerai                                                 | 80m horden (v)         | 20e       | serie 1: 5de in 11,0                                                               |
| Magali Vettorazzo                                             | vijfkamp (v)           | 21e       | 4504 punten                                                                        |

### Basketbal
| Olympiër | Discipline | Resultaat | Prestatie |
| --- | ---------- | --------- | --- |
| Carlo Recalcati Giusto Pellanera Gianfranco Lombardi Enrico Bovone Massimo Masini Paolo Vittori Gabriele Vianello Guido Gatti Ottorino Flaborea Sauro Bufalini Massimo Cosmelli Gianluigi Jessi | mannen     | 8e        | groep A: 3de W van Filipijnen: 91-66 W van Panama: 94-87 W van Puerto Rico: 68-65 W van Senegal: 81-55 V van Joegoslavië: 69-80 V van Verenigde Staten: 61-100 W van Spanje: 98-86 5-8ste plek: V van Polen: 52-66 7-8ste plek: V van Spanje: 72-88 |

| Groep A |                  |             |             |             |        |        |        |        |
| #       | Land             | Wedstrijden | Wedstrijden | Wedstrijden | Punten | Punten | Punten | Punten |
| #       | Land             | G           | W           | V           | V      | T      | Saldo  | Punten |
| 1       | Verenigde Staten | 7           | 7           | 0           | 599    | 392    | +207   | 14     |
| 2       | Joegoslavië      | 7           | 6           | 1           | 592    | 511    | +81    | 13     |
| 3       | Italië           | 7           | 5           | 2           | 562    | 539    | +23    | 12     |
| 4       | Spanje           | 7           | 4           | 3           | 557    | 548    | +9     | 11     |
| 5       | Puerto Rico      | 7           | 3           | 4           | 493    | 468    | +25    | 10     |
| 6       | Panama           | 7           | 2           | 5           | 572    | 624    | -52    | 9      |
| 7       | Filipijnen       | 7           | 1           | 6           | 525    | 636    | -111   | 8      |
| 8       | Zweden           | 7           | 0           | 7           | 383    | 565    | -182   | 7      |

| Ronde       | Datum       | Plaats           | Land   | Score       | Land |
| ----------- | ----------- | ---------------- | ------ | ----------- | ---- |
| Groepsfase  |             |                  |        |             |      |
| 13 oktober  | Mexico-Stad | Italië           | 91-66  | Filipijnen  |      |
| 14 oktober  | Mexico-Stad | Italië           | 94-87  | Panama      |      |
| 15 oktober  | Mexico-Stad | Puerto Rico      | 65-68  | Italië      |      |
| 16 oktober  | Mexico-Stad | Senegal          | 55-81  | Italië      |      |
| 18 oktober  | Mexico-Stad | Italië           | 69-80  | Joegoslavië |      |
| 19 oktober  | Mexico-Stad | Verenigde Staten | 100-61 | Italië      |      |
| 20 oktober  | Mexico-Stad | Italië           | 98-86  | Spanje      |      |
| 5-8ste plek |             |                  |        |             |      |
| 22 oktober  | Mexico-Stad | Italië           | 52-66  | Polen       |      |
| 7-8ste plek |             |                  |        |             |      |
| 24 oktober  | Mexico-Stad | Italië           | 72-88  | Spanje      |      |

### Boksen
| Olympiër              | Discipline  | Resultaat | Prestatie |
| --------------------- | ----------- | --------- | --- |
| Franco Udella         | -48kg (m)   | 17e       | 1ste ronde: V van MEX Morales: 2-3 |
| Filippo Grasso        | -51kg (m)   | 17e       | 1ste ronde: V van USA Vasquez: 2-3 |
| Giuseppe Mura         | -54kg (m)   | 9e        | 1ste ronde: vrij 2de ronde: W van PUR Torres: 5-0 3de ronde: V van KEN Mbugua: 2-3                                                         |
| Elio Cotena           | -57kg (m)   | 9e        | 1ste ronde: W van SWE Palm: 5-0 2de ronde: V van URS Plotnikov: 2-3                                                                        |
| Enzo Petriglia        | -60kg (m)   | 5e        | 1ste ronde: W van GHA Martey: 2-0 2de ronde: W van NGR Jonathan: 5-0 3de ronde: W van ARG Agüero: 3-2 kwartfinale: V van POL Grudzień: 0-5 |
| Giambattista Capretti | -63,5kg (m) | 9e        | 1ste ronde: W van CAN Findlay: scheidrechterlijke beslissing 2de ronde: W van URU Casal: 5-0 3de ronde: V van POL Kulej: 1-4               |
| Marco Scano           | -67kg (m)   | 17e       | 1ste ronde: vrij 2de ronde: V van MEX Ramirez: 2-3                                                                                         |
| Aldo Bentini          | -71kg (m)   | 9e        | 1ste ronde: W van ARG Galíndez: 5-0 2de ronde: V van ROU Kovacs: 0-5                                                                       |
| Mario Casati          | -75kg (m)   | 17e       | 1ste ronde: V van BUL Georgiev: 1-4 |
| Walter Facchinetti    | -81kg (m)   | 5e        | 1ste ronde: W van TCH Kapín: 5-0 2de ronde: W van AUT Baumgartner: gediskwalificeerd kwartfinale: V van POL Dragar: 1-4                    |
| Giorgio Bambini       | +81kg (m)   | Brons     | 1ste ronde: W van FRG Renz: 5-0 kwartfinale: W van BUL Pandov: 5-0 kwartfinale: V van USA Foreman: knock-out                               |

### Gewichtheffen
| Olympiër             | Discipline  | Resultaat | Prestatie      |
| -------------------- | ----------- | --------- | -------------- |
| Anselmo Silvino      | -67,5kg (m) | 13e       | 385 kg         |
| Gioacchino Caracausi | -75kg (m)   | DNF       | niet gefinisht |
| Gino Corradini       | -82,5kg (m) | 12e       | 427,5 kg       |

### Kanovaren
| Olympiër                       | Discipline    | Resultaat | Prestatie                                                                     |
| ------------------------------ | ------------- | --------- | ----------------------------------------------------------------------------- |
| Cesare Beltrami Cesare Zilioli | K-2 1000m (m) | 8e        | serie 2: 3de in 3.44,1 halve finale 3: 2de in 3.48,69 finale: 8ste in 3.46,08 |

### Moderne vijfkamp
| Olympiër                                     | Discipline      | Resultaat | Prestatie   |              |
| -------------------------------------------- | --------------- | --------- | ----------- | ------------ |
| Nicolo Deligia                               | individueel (m) | 43e       | 3657 punten |              |
| Mario Medda                                  | individueel (m) | 10e       | 4631 punten |              |
| Giancarlo Morresi                            | individueel (m) | 24e       | 4359 punten |              |
| Nicolo Deligia Mario Medda Giancarlo Morresi | individueel (m) | team (m)  | 9e          | 12601 punten |

### Paardensport
| Olympiër                                                         | Discipline  | Resultaat | Prestatie          |
| Eventing                                                         | Eventing    | Eventing  | Eventing           |
| ---------------------------------------------------------------- | ----------- | --------- | ------------------ |
| Paolo Angioni                                                    | individueel | 23e       | 210,01 strafpunten |
| Alessandro Argenton                                              | individueel | 16e       | 160,41 strafpunten |
| Mauro Checcoli                                                   | individueel | DNF       | niet gefinisht     |
| Giuseppe Ravano                                                  | individueel | DNF       | niet gefinisht     |
| Paolo Angioni Alessandro Argenton Mauro Checcoli Giuseppe Ravano | team        | 9e        | 271,53 strafpunten |
| Springconcours                                                   |             |           |                    |
| Piero D'Inzeo                                                    | individueel | 7e        | 16 strafpunten     |
| Raimondo D'Inzeo                                                 | individueel | 26e       | 16 strafpunten     |
| Graziano Mancinelli                                              | individueel | 21e       | 12 strafpunten     |
| Piero D'Inzeo Raimondo D'Inzeo Graziano Mancinelli               | team        | 5e        | 129,25 strafpunten |

### Roeien
| Olympiër                                                                        | Discipline      | Resultaat | Prestatie |
| ------------------------------------------------------------------------------- | --------------- | --------- | --- |
| Ennio Fermo Marino Specia                                                       | twee-zonder (m) | 10e       | serie 1: 5de in 7.42,81 herkansingen: 2de in 7.23,77 halve finale 1: 5de in 7.29,75 finale B: 4de in 7.32,50 |
| Primo Baran Bruno Cipolla Renzo Sambo                                           | twee-met (m)    | Goud      | serie 3: 2de in 8.03,00 halve finale 2: 1ste in 7.59,95 finale: 1ste in 8.04,81                              |
| Abramo Albini Tullio Baraglia Renato Bosatta Pier Angelo Conti                  | vier-zonder (m) | Brons     | serie 2: 2de in 6.53,11 herkansingen: 1ste in 6.31,98 finale: 3de in 6.44,01                                 |
| Romano Sgheiz Emilio Trivini Giuseppe Galante Luciano Sgheiz Mariano Gottifredi | vier-met (m)    | 4e        | serie 3: 1ste in 7.08,60 halve finale 1 3de in 6.58,24 finale: 4de in 6.49,54                                |

### Schermen
| Olympiër                                                                                                  | Discipline      | Resultaat | Prestatie |
| --- | --------------- | --------- | --- |
| Claudio Francesconi                                                                                       | degen (m)       | 25e       | 1ste ronde groep K: 4de met 2 overwinningen 2de ronde groep G: 5de met 2 overwinningen |
| Gianfranco Paolucci                                                                                       | degen (m)       | 25e       | 1ste ronde groep D: 2de met 4 overwinningen 2de ronde groep E: 5de met 2 overwinningen |
| Gianluigi Saccaro                                                                                         | degen (m)       | Brons     | 1ste ronde groep H: 2de met 3 overwinningen 2de ronde groep A: 3de met 3 overwinningen 3de ronde: W van GBR Hoskyns 4de ronde: W van URS Nikanchikov kwartfinale: W van POL Nielaba finale: 3de met 4 overwinningen |
| Gianfranco Paolucci Claudio Francesconi Giovanni Battista Breda Gianluigi Saccaro Antonio Albanese        | degen team (m)  | 23e       | 1ste ronde groep A: 2de met 2 overwinningen 2de ronde : W van Oostenrijk: 8-2 kwartfinale: V van Sovjet-Unie: 0-7 5-8ste plek: W van Groot-Brittannië: 9-4 5-6de plek: V van DDR: 6-9                               |
| Nicola Granieri                                                                                           | floret (m)      | 25e       | 1ste ronde groep F: 2de met 4 overwinningen 2de ronde groep C: 1ste met 4 overwinningen |
| Pasquale La Ragione                                                                                       | floret (m)      | 17e       | 1ste ronde groep E: 3de met 2 overwinningen 2de ronde groep D: 3de met 3 overwinningen |
| Arcangelo Pinelli                                                                                         | floret (m)      | 13e       | 1ste ronde groep J: 2de met 2 overwinningen 2de ronde groep B: 1ste met 4 overwinningen |
| Pasquale La Ragione Alfredo Del Francia Nicola Granieri Arcangelo Pinelli Michele Maffei                  | floret team (m) | 7e        | 1ste ronde groep E: 2de met 2 overwinningen 2de ronde : vrij kwartfinale: V van Roemenië: 7-8 5-8ste plek: V van Hongarije: 4-9                                                                                     |
| Wladimiro Calarese                                                                                        | sabel (m)       | 13e       | 1ste ronde groep D: 2de met 5 overwinningen 2de ronde groep A: 2de met 3 overwinningen |
| Rolando Rigoli                                                                                            | sabel (m)       | 5e        | 1ste ronde groep F: 3de met 4 overwinningen 2de ronde groep B: 4de met 3 overwinningen |
| Cesare Salvadori                                                                                          | sabel (m)       | 13e       | 1ste ronde groep B: 2de met 5 overwinningen 2de ronde groep C: 3de met 3 overwinningen |
| Wladimiro Calarese Pier-Luigi Chicca Michele Maffei Rolando Rigoli Cesare Salvadori                       | sabel team (m)  | Zilver    | 1ste ronde groep C: 1ste met 2 overwinningen kwartfinale: W van Verenigde Staten: 8-6 halve finale: W van Hongarije: 9-6 finale: V van Sovjet-Unie: 6-9                                                             |
| |                 |           | |
| Bruna Colombetti-Peroncini                                                                                | floret (v)      | 13e       | 1ste ronde groep A: 2de met 3 overwinningen 2de ronde groep C: 3de met 2 overwinningen |
| Giovanna Masciotta                                                                                        | floret (v)      | 7e        | 1ste ronde groep F: 3de met 3 overwinningen 2de ronde groep A: 4de met 3 overwinningen |
| Antonella Ragno-Lonzi                                                                                     | floret (v)      | 13e       | 1ste ronde groep B: 1ste met 5 overwinningen 2de ronde groep B: 2de met 3 overwinningen |
| Antonella Ragno-Lonzi Giulia Lorenzoni Giovanna Masciotta Bruna Colombetti-Peroncini Silvana Sconciafurno | floret team (v) | 7e        | 1ste ronde groep B: 2de met 1 overwinning kwartfinale: V van Sovjet-Unie: 4-9 5-8ste plek: V van Bondsrepubliek Duitsland: 3-9                                                                                      |

### Schietsport
| Olympiër            | Discipline             | Resultaat | Prestatie                        |
| ------------------- | ---------------------- | --------- | -------------------------------- |
| Giuseppe De Chirico | 50m geweer 3 houdingen | 37e       | 1130 punten: (395-389-346)       |
| Giuseppe De Chirico | 50m geweer liggend     | 43e       | 589 punten: (100-97-97-99-99-97) |
| Ugo Amicosante      | 25m snelvuurpistool    | 18e       | 584 punten: (291-293)            |
| Giovanni Liverzani  | 25m snelvuurpistool    | 8e        | 588 punten: (292-296)            |
| Giancarlo Chiono    | skeet                  | 25e       | 188 punten                       |
| Romano Garagnani    | skeet                  | Zilver    | 198 punten                       |
| Ennio Mattarelli    | trap                   | 27e       | 189 punten                       |
| Galliano Rossini    | trap                   | 13e       | 193 punten                       |

### Schoonspringen
| Olympiër        | Discipline    | Resultaat | Prestatie                                                        |
| --------------- | ------------- | --------- | ---------------------------------------------------------------- |
| Franco Cagnotto | 3m plank (m)  | 5e        | voorronde: 9de met 95,92 punten finale: 5de met 155,70 punten    |
| Klaus Dibiasi   | 3m plank (m)  | Zilver    | voorronde: 2de met 104,68 punten finale: 2de met 159,74 punten   |
| Italo Salice    | 3m plank (m)  | 17e       | voorronde: 17de met 87,86 punten                                 |
| Franco Cagnotto | 10m toren (m) | 10e       | voorronde: 5de met 94,73 punten finale: 10de met 138,89 punten   |
| Klaus Dibiasi   | 10m toren (m) | Goud      | voorronde: 1ste met 108,04 punten finale: 1ste met 164,18 punten |
|                 |               |           |                                                                  |
| Bruna Rossi     | 10m toren (v) | 21e       | voorronde: 21ste met 34,53 punten                                |

### Turnen
| Olympiër                                                                                                   | Discipline               | Resultaat | Prestatie     |
| --- | ------------------------ | --------- | ------------- |
| Giovanni Carminucci                                                                                        | individuele meerkamp (m) | 56e       | 108,05 punten |
| Pasquale Carminucci                                                                                        | individuele meerkamp (m) | 84e       | 104,80 punten |
| Luigi Cimnaghi                                                                                             | individuele meerkamp (m) | 33e       | 109,75 punten |
| Bruno Franceschetti                                                                                        | individuele meerkamp (m) | 73e       | 106,30 punten |
| Franco Menichelli                                                                                          | individuele meerkamp (m) | 115e      | 47,40 punten  |
| Vincenzo Mori                                                                                              | individuele meerkamp (m) | 94e       | 103,05 punten |
| Giovanni Carminucci Pasquale Carminucci Luigi Cimnaghi Bruno Franceschetti Franco Menichelli Vincenzo Mori | meerkamp team (m)        | 12e       | 537,05 punten |
| |                          |           |               |
| Adriana Biagiotti                                                                                          | individuele meerkamp (v) | 58e       | 70,10 punten  |
| Daniela Maccelli                                                                                           | individuele meerkamp (v) | 77e       | 67,80 punten  |
| Gabriella Pozzuolo                                                                                         | individuele meerkamp (v) | 64e       | 69,65 punten  |

### Waterpolo
| Olympiër | Discipline | Resultaat | Prestatie |
| --- | ---------- | --------- | --- |
| Alberto Albeani Samaritani Eraldo Pizzo Mario Cevasco Gianni Lonzi Enzo Barlocco Franco Lavoratori Gianni de Magistris Alessadnro Ghibellini Giancarlo Guerrini Paolo Ferrando Eugenio Merello | mannen     | 4e        | groep B: 1ste W van Japan: 9-2 W van Verenigde Arabische Republiek: 10-1 W van DDR: 5-4 W van Mexico: 10-5 W van Joegoslavië: 5-4 G van Nederland: 3-3 W van Griekenland: 6-2 halve finale: V van Sovjet-Unie: 5-8 bronzen finale: V van Hongarije: 4-9 |

| Groep B |                               |             |             |             |             |            |            |            |        |
| #       | Land                          | Wedstrijden | Wedstrijden | Wedstrijden | Wedstrijden | Doelpunten | Doelpunten | Doelpunten | Punten |
| #       | Land                          | G           | W           | G           | V           | V          | T          | Saldo      | Punten |
| 1       | Italië                        | 7           | 6           | 1           | 0           | 48         | 21         | +27        | 13     |
| 2       | Joegoslavië                   | 7           | 5           | 1           | 1           | 65         | 18         | +47        | 11     |
| 3       | DDR                           | 7           | 5           | 1           | 1           | 66         | 22         | +44        | 11     |
| 4       | Nederland                     | 7           | 4           | 1           | 2           | 42         | 28         | +14        | 9      |
| 5       | Japan                         | 7           | 3           | 0           | 4           | 26         | 57         | -31        | 6      |
| 6       | Mexico                        | 7           | 1           | 1           | 5           | 27         | 56         | -29        | 3      |
| 7       | Griekenland                   | 7           | 1           | 0           | 6           | 34         | 62         | -28        | 2      |
| 8       | Verenigde Arabische Republiek | 7           | 0           | 1           | 6           | 21         | 65         | -44        | 1      |

| Ronde          | Datum       | Plaats      | Land | Score                         | Land |
| -------------- | ----------- | ----------- | ---- | ----------------------------- | ---- |
| Groepsfase     |             |             |      |                               |      |
| 14 oktober     | Mexico-Stad | Italië      | 9-2  | Japan                         |      |
| 15 oktober     | Mexico-Stad | Italië      | 10-1 | Verenigde Arabische Republiek |      |
| 16 oktober     | Mexico-Stad | Italië      | 5-4  | DDR                           |      |
| 19 oktober     | Mexico-Stad | Mexico      | 5-10 | Italië                        |      |
| 20 oktober     | Mexico-Stad | Italië      | 5-4  | Joegoslavië                   |      |
| 21 oktober     | Mexico-Stad | Nederland   | 3-3  | Italië                        |      |
| 22 oktober     | Mexico-Stad | Italië      | 6-2  | Griekenland                   |      |
| Halve finale   |             |             |      |                               |      |
| 24 oktober     | Mexico-Stad | Sovjet-Unie | 8-5  | Italië                        |      |
| Bronzen finale |             |             |      |                               |      |
| 25 oktober     | Mexico-Stad | Hongarije   | 9-4  | Italië                        |      |

### Wielersport
| Olympiër                                                                | Discipline                    | Resultaat | Prestatie |
| Baan                                                                    | Baan                          | Baan      | Baan |
| ----------------------------------------------------------------------- | ----------------------------- | --------- | --- |
| Giordano Turrini                                                        | sprint (m)                    | Zilver    | serie 3: 1ste in 11,34 2de ronde serie 3: 1ste in 11,47 3de ronde serie 3: 1ste in 10,96 kwartfinale 3: W van NED Jansen: 2-1 halve finale 2: W van FRA Trentin: 2-0 finale: V van FRA Morelon: 0-2  |
| Dino Verzini                                                            | sprint (m)                    | 5e        | serie 8: 1ste in 10,87 (OR) 2de ronde serie 9: 2de herkansingen: 1ste in 11,04 3de ronde serie 6: 1ste in 10,81 kwartfinale 3: V van URS Pkhakadze: 1-2                                              |
| Gianni Sartori                                                          | tijdrit (m)                   | 4e        | 1.04,65 |
| Cipriano Chemello                                                       | individuele achtervolging (m) | 5e        | kwalificatie: 5de in 4.43,58 kwartfinale 4: V van DEN Frey: 4.42,29 |
| Luigi Borghetti Walter Gorini                                           | tandem (m)                    | 4e        | serie 1: W van CUB Reyes/Váldez: 10,29 kwartfinale 1: W van Sovjet-Unie Bidnieks/Tselovalnikov: 2-0 halve finale 1: V van NED Jansen/Loevesijn: 1-2 bronzen finale: V van BEL Goens/Van Lancker: 0-2 |
| Lorenzo Bosisio Cipriano Chemello Giorgio Morbiato Luigi Roncaglia      | ploegenachtervolging (m)      | Brons     | kwalificatie: 1ste in 4.16,10 kwartfinale 1: W van België: 4.22,48 halve finale 1: V van DDR: 4.15,76 bronzen finale: W van Sovjet-Unie: 4.18,35                                                     |
| Weg                                                                     |                               |           | |
| Giovanni Bramucci                                                       | wegwedstrijd (m)              | 8e        | 4:43.58 |
| Tino Conti                                                              | wegwedstrijd (m)              | DNF       | niet gefinisht |
| Flavio Martini                                                          | wegwedstrijd (m)              | 31e       | 4:47.56 |
| Pierfranco Vianelli                                                     | wegwedstrijd (m)              | Goud      | 4:41.25 |
| Giovanni Bramucci Vittorio Marcelli Mauro Simonetti Pierfranco Vianelli | ploegentijdrit (m)            | Brons     | 4:43.58 |

### Worstelen
| Olympiër             | Discipline  | Resultaat   | Prestatie |
| Vrije stijl          | Vrije stijl | Vrije stijl | Vrije stijl |
| -------------------- | ----------- | ----------- | --- |
| Vincenzo Grassi      | -52kg (m)   | 5e          | 1ste ronde: W van AUS Kinsella 2de ronde: W van RAU Mongued 3de ronde: W van MGL Damdinsharav 4de ronde: V van JPN Nakata 5de ronde: V van URS Albaryan |
| Osvaldo Ferrari      | -78kg (m)   | 14e         | 1ste ronde: V van KOR Seo 2de ronde: V van TUR Atalay                                                                                                   |
| Umberto Marcheggiani | -87kg (m)   | 11e         | 1ste ronde: V van HUN Hollósi 2de ronde: W van CAN Chamberot 3de ronde: V van USA Peckham                                                               |
| Grieks-Romeins       |             |             | |
| Domenico Centurioni  | -52kg (m)   | 11e         | 1ste ronde: V van GRE Ganotis 2de ronde: W van JPN Ishiguro 3de ronde: V van BUL Kirov                                                                  |
| Piero Bellotti       | -70kg (m)   | 12e         | |

### Zeilen
| Olympiër                                                  | Discipline          | Resultaat | Prestatie                        |
| --------------------------------------------------------- | ------------------- | --------- | -------------------------------- |
| Fabio Albarelli                                           | finn klasse (m)     | Brons     | 55,1 punten: (16-27-7-2-3-3-3)   |
| Carlo Massone Emanuele Ottonello                          | flying dutchman (m) | 19e       | 120 punten: (15-19-17-24-7-9-17) |
| Franco Cavallo Camillo Gargano                            | star klasse (m)     | Brons     | 44,7 punten: (9-2-4-8-1-4-6)     |
| Giuseppe Zucchinetti Antonio Carattino Domenico Carattino | 5,5m R-klasse (m)   | 5e        | 51,1 punten: (3-7-3-DNF-1-6-9)   |

### Zwemmen
| Olympiër                                                          | Discipline            | Resultaat | Prestatie                                                                        |
| ----------------------------------------------------------------- | --------------------- | --------- | -------------------------------------------------------------------------------- |
| Pietro Boscaini                                                   | 100m vrije slag (m)   | 19e       | serie 7: 2de in 55,7 halve finale 3: 7de in 55,6                                 |
| Michele D'Oppido                                                  | 100m vrije slag (m)   | 44e       | serie 6: 3de in 57,3                                                             |
| Franco Chino                                                      | 100m rugslag (m)      | 13e       | serie 1: 2de in 1.02,0 halve finale 3: 7de in 55,6 halve finale 1: 5de in 1.02,7 |
| Franco Del Campo                                                  | 100m rugslag (m)      | 8e        | serie 4: 2de in 1.02,3 halve finale 2: 4de in 1.02,1 finale: 8ste in 1.02,0      |
| Franco Chino                                                      | 200m rugslag (m)      | 13e       | serie 1: 3de in 2.19,5                                                           |
| Franco Del Campo                                                  | 200m rugslag (m)      | 8e        | serie 1: 2de in 2.16,3 finale: 8ste in 2.16,5                                    |
| Antonio Attanasio                                                 | 100m vlinderslag (m)  | 22e       | serie 1: 3de in 1.00,0 halve finale 2: 6de in 1.00,3                             |
| Giampiero Fossati                                                 | 100m vlinderslag (m)  | 31e       | serie 7: 5de in 1.01,7                                                           |
| Angelo Tozzi                                                      | 100m vlinderslag (m)  | 24e       | serie 5: 4de in 1.00,6 halve finale 3: 7de in 1.00,8                             |
| Giampiero Fossati                                                 | 200m vlinderslag (m)  | 21e       | serie 3: 4de in 2.18,2                                                           |
| Angelo Tozzi                                                      | 200m vlinderslag (m)  | 23e       | serie 4: 6de in 2.20,9                                                           |
| Michele D'Oppido                                                  | 200m wisselslag (m)   | 12e       | serie 6: 2de in 2.18,5                                                           |
| Michele D'Oppido                                                  | 400m wisselslag (m)   | 23e       | serie 5: 4de in 5.16,4                                                           |
| Franco Del Campo Massimo Sacchi Antonio Attanasio Pietro Boscaini | 4x100m wisselslag (m) | 13e       | serie 3: 5de in 4.10,3                                                           |
|                                                                   |                       |           |                                                                                  |
| Maria Strumolo                                                    | 100m vrije slag (v)   | 26e       | serie 5: 3de in 1.04,1                                                           |
| Novella Calligaris                                                | 200m vrije slag (v)   | 30e       | serie 2: 5de in 2.26,3                                                           |
| Maria Strumolo                                                    | 200m vrije slag (v)   | 24e       | serie 4: 3de in 2.23,3                                                           |
| Novella Calligaris                                                | 400m vrije slag (v)   | 15e       | serie 5: 3de in 4.59,4                                                           |
| Novella Calligaris                                                | 800m vrije slag (v)   | 16e       | serie 4: 3de in 10.21,0                                                          |

Afghanistan · Algerije · Amerikaanse Maagdeneilanden · Argentinië · Australië · Bahama's · Barbados · België · Bermuda · Birma · Bolivia · Bondsrepubliek Duitsland · Brazilië · Brits-Honduras · Bulgarije · Canada · Centraal-Afrikaanse Republiek · Ceylon · Chili · Colombia · Congo-Kinshasa · Costa Rica · Cuba · Denemarken · Dominicaanse Republiek · Duitse Democratische Republiek · Ecuador · El Salvador · Ethiopië · Fiji · Filipijnen · Finland · Frankrijk · Ghana · Griekenland · Groot-Brittannië · Guatemala · Guinee · Guyana · Honduras · Hongarije · Hongkong · Ierland · IJsland · India · Indonesië · Irak · Iran · Israël · Italië · Ivoorkust · Jamaica · Japan · Joegoslavië · Kameroen · Kenia · Koeweit · Libanon · Libië · Liechtenstein · Luxemburg · Madagaskar · Maleisië · Mali · Malta · Marokko · Mexico · Monaco · Mongolië · Nederland · Nederlandse Antillen · Nicaragua · Nieuw-Zeeland · Niger · Nigeria · Noorwegen · Oeganda · Oostenrijk · Pakistan · Panama · Paraguay · Peru · Polen · Portugal · Puerto Rico · Roemenië · San Marino · Senegal · Sierra Leone · Singapore · Soedan · Sovjet-Unie · Spanje · Suriname · Syrië · Taiwan · Tanzania · Thailand · Trinidad en Tobago · Tunesië · Turkije · Tsjaad · Tsjecho-Slowakije · Uruguay · Venezuela · Verenigde Arabische Republiek · Verenigde Staten · Vietnam · Zambia · Zuid-Korea · Zweden · Zwitserland